# Andon Zako Çajupi
Andon Zako Çajupi (ur. 27 marca 1866 w Sheper, w Górnej Zagorii, zm. 11 lipca 1930 w Heliopolis, w Egipcie) – albański pisarz i dramaturg, działacz narodowy, prawnik.

## Życiorys
Był synem zamożnego kupca tytoniowego – Harito Çako. W wieku 15 lat przeniósł się wraz z rodziną do Egiptu, gdzie przez pięć lat uczył się w liceum św. Katarzyny, prowadzonym przez francuskich lazarystów w Aleksandrii. Po ukończeniu szkoły w 1887 powrócił na krótko do rodzinnej wsi Sheper, a następnie wyjechał do Genewy. Ukończył studia na miejscowym uniwersytecie i w 1892 uzyskał doktorat z prawa. W 1894 roku po śmierci żony Evgjenii powrócił do Egiptu, gdzie pracował jako adwokat. W 1898 opublikował serię artykułów poświęconą kwestii alfabetu albańskiego w wydawanym w Bukareszcie czasopisma Shqiperia.
W 1919 roku występując w imieniu albańskiego stowarzyszenia Vëllazëria (Braterstwo), działającego w Kairze wysłał memorandum na Konferencję Pokojową w Paryżu, domagając się w nim zachowania integralności ziem zamieszkanych przez Albańczyków. W 1920 roku założył Shoqeria e Miqve (Towarzystwo Przyjaciół), które w 1928 roku sprzeciwiło się proklamowaniu monarchii w Albanii.
Także w Genewie powstały jego pierwsze dramaty, w tym wystawiana do dzisiaj komedia Pas vdekjes (Po śmierci). W swoich utworach krytycznie oceniał zwyczaje i tradycje społeczeństwa patriarchalnego. Jest uznawany za jednego z najbardziej znanych pisarzy albańskiego Odrodzenia Narodowego (Rilindja Kombetare). Jeden z utworów – wydaną w 1908 roku tragedię Burri i dheut poświęcił postaci Skanderbega. Dramat Katërmbëdhjetë vjeç dhëndër (Czternastoletni pan młody) pozostał w rękopisie i został wydany po śmierci Çajupiego.
W 1922 wydał antologię poezji włoskiej. Rita Petro w książce Vrima przedstawiła Çajupiego jako pioniera albańskiej poezji erotycznej. Był tłumaczem bajek La Fontaine'a na język albański (ukazały się w 1921).
Zmarł w Egipcie, w 1958 jego szczątki przeniesiono do Albanii. Jego imieniem nazwano działający w Korczy teatr oraz gimnazja w Tiranie i w Prisztinie. Imię Çajupiego nosi także jedna z ulic w Kamzie i w południowo-zachodniej części Tirany. W 1966 Marianthi Xhako nakręciła film dokumentalny Çajupi.
W życiu prywatnym był żonaty (żona Evgjenia zm. 1892), miał syna (Stefan).

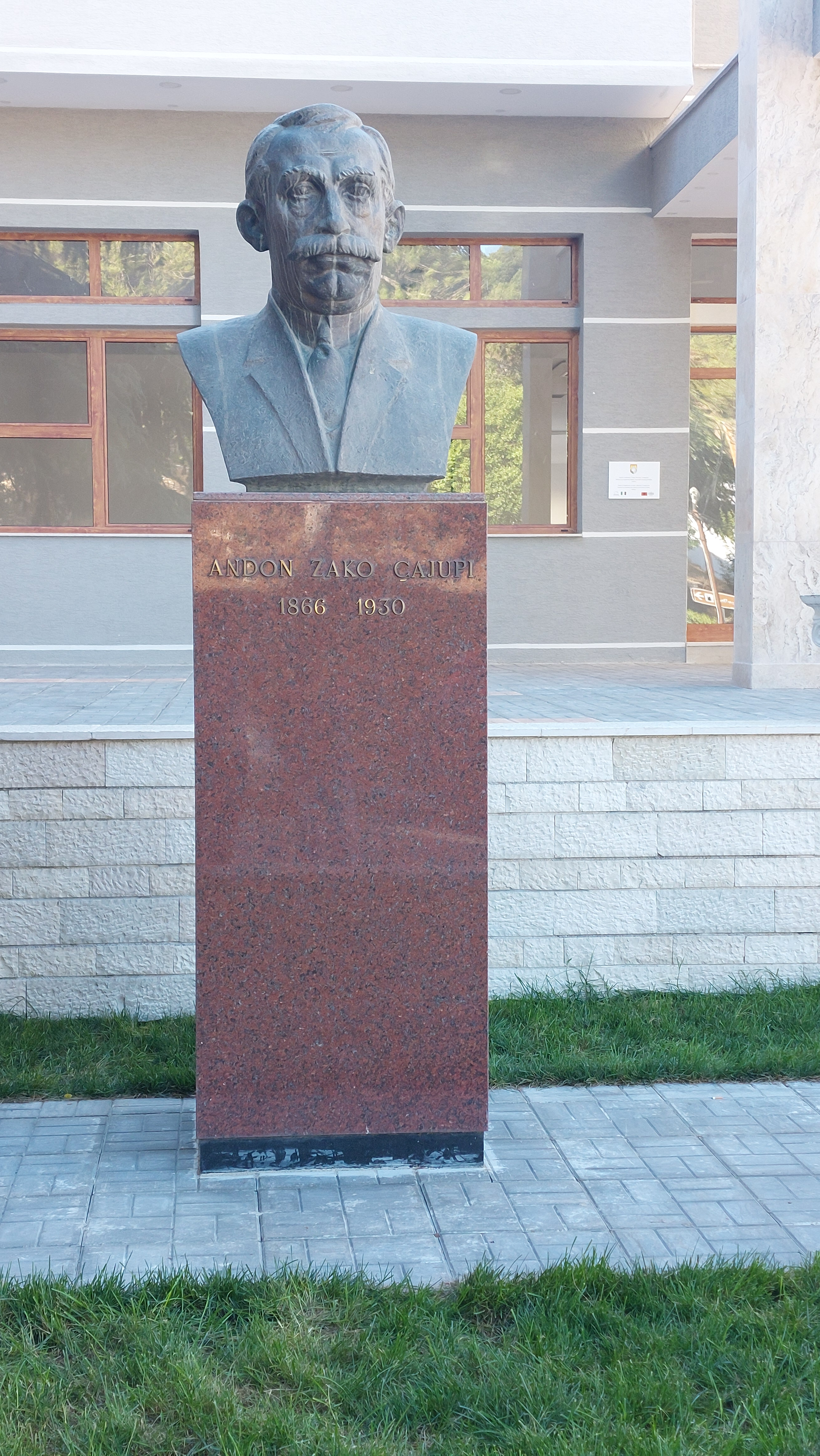
Popiersie Çajupiego w Gjirokastrze

## Dzieła
- Baba Tomorri (Ojciec Tomorr, Kair 1902)
- Dhjata e vjetër e shfaqur, znane też jako: Baba Musa lakuriqë (satyra)
- Burri i dheut (Boży mąż, tragedia, 1908)
- Pas vdekjes (Po śmierci, wydane pośmiertnie w 1937, komedia)
- Vepra dramaturgjike (Tirana, 2001)
- Vepra letrare : Baba Tomorri; Poezi të ndryshme; Baba Musa lakuriq... etj. (Tirana, 2001)